# Mask (Vangelis)
Mask is een studioalbum uit 1985 van Vangelis, zijn achtste 'artiestenalbum' onder die naam. Het album vormt een soort trilogie met voorganger Soil Festivities en opvolger Invisible Connections.
De muziek is een opeenvolging van dreigende en verontrustende muziek met daartussenin soms "hemels" klinkende passages. Het album is net als zijn voorganger opgebouwd volgens een structuur uit de klassieke muziek (zes delen). De muziek heeft daar ook wel iets van weg. Deze is in vergelijking tot de klassieke muziek op eenzelfde manier opgebouwd, doch in plaats van het klassieke instrumentarium worden nu allerhande typen synthesizers gespeeld. Naast dat deze synthesizers solo te horen zijn, dienen deze soms ook als begeleiding van een koor en/of solist. Het koor en de solist zingen een tekstloos lied. Vangelis had daar eerder mee geëxperimenteerd in het nummer Italian Song, toen nog samen met Jon Anderson. 
Het album begint al direct zeer dreigend: een zware slag op gong of tamtam (het zou ook de elektronische versie kunnen zijn of een sample) leidt meteen in een zeer drukke sequence bestaande uit een toonladderreeks. Doordat over het algemeen genomen het voeren van maat en ritme ondergeschikter is dan bij het vorig album, klinkt het meer experimenteel. Dit zou zich voortzetten op het volgende album. Vangelis probeerde wel allerlei soorten sequencers en arpeggiators uit op dit album.
Vangelis nam het album op in zijn eigen Nemo Studios in Londen. Officieel was dit zijn laatste album voor Polydor.

## Musici
- Vangelis – toetsinstrumenten, sequencers, sampling
- Koor: het koor werd nergens genoemd; men neemt aan dat het English Chamber Choir onder leiding van en met Guy Protheroe de zangpartijen heeft gezonden; Vangelis laat zich zoals gebruikelijk daar niet over uit.

## Tracklist
| Nr. | Titel      | Duur  |
| --- | ---------- | ----- |
| 1.  | Movement 1 | 10:25 |
| 2.  | Movement 2 | 3:26  |
| 3.  | Movement 3 | 6:44  |
| 4.  | Movement 4 | 8:46  |
| 5.  | Movement 5 | 10:04 |
| 6.  | Movement 6 | 4:23  |